# Vadstena község
Vadstena község (svédül: Vadstena kommun) Svédország 290 községének egyike. Östergötland megyében található, székhelye Vadstena.

## Települések
A község települései:
| Település | Népesség | Megjegyzés         |
| --------- | -------- | ------------------ |
| Borghamn  | 227      |                    |
| Vadstena  | 5612     | a község székhelye |